# Часовня из деревни Гарь
Часовня из деревни Гарь — часовня, которая первоначально находилась в Маловишерском районе Новгородской области, в полукилометре от деревни Гарь, а потом перевезена в Витославлицы.

## История
Эта часовня была исследована, обмерена и сфотографирована дважды. В первый раз — в марте 1971 года, в рамках архитектурно-этнографической экспедиции Новгородского музея. Во второй раз — в январе 1972 года, во время разборки и перевозки часовни в Новгородский музей народного деревянного зодчества Витославлицы.
Никаких документальных сведений о часовне в архивах не сохранилось (поскольку, как правило, по таким постройкам документы не составлялись), все знания о ней были получены в ходе натурных исследований. Уже первые наблюдения и оценки первоначальных форм часовни, её конструкций и деталей позволили предположить, что она была возведена во второй половине XVII века. Позднее с помощью дендрохронологического анализа древесины была установлена точная дата — 1698 год.

## Описание
Часовня состояла из двух помещений. Восточное, квадратное в плане (3,5 х 3,5м) было бревенчатым и являлось собственно часовней. Западное, прямоугольное (3,5 х 2,3м) сделано каркасным, дощатым. Служило тамбуром, сенями или папертью, хотя паперти у часовен обычно не делали. Вход в паперть был устроен с южной стороны, из паперти в часовню — с западной. В часовне два окна — с юга и севера. Оба оказались первоначальными, косящатыми. В северном сохранилась ставня, правда, поломанная. Паперть имела только одно окно с запада.